# Olivier Davidas
Olivier Davidas est un footballeur français, né le 8 novembre 1981 au Havre.
Il est capable d'évoluer sur tout le couloir gauche.

## Biographie
En août 2010, il résilie son contrat avec le Havre AC, club dans lequel il a passé toute sa carrière, pour s'engager au Nîmes Olympique pour deux saisons. Le club refusant de le laisser partir en Ligue 1 après une saison, Olivier Davidas quitte le club et est licencié. Il est alors sans club pendant un an. Il joue au Gazélec Gfco Ajaccio durant la saison 2012-2013. Ayant, dans un premier temps, mis un terme à sa carrière, il reprend finalement le foot deux ans plus tard en signant dans sa ville, le club du Havre Caucriauville. Il part ensuite dans un autre club du Havre, l'AM Neiges FC, avant de retourner à Caucriauville. Il joue enfin à l'US Bolbec, autre club de Seine-Maritime.

## Palmarès
- Champion de Ligue 2 : 2008 avec le Havre AC.

## Vie privée
Il est originaire du quartier de Caucriauville, une cité du Havre dont bon nombre de joueurs de football professionnels sont issus comme Julien Faubert, Souleymane Diawara, Mamadou Niang, Charles N'Zogbia, ou encore Vikash Dhorasoo.